# The Look of Silence
The Look of Silence ist ein dänischer Dokumentarfilm von Joshua Oppenheimer aus dem Jahr 2014. Er behandelt die Massaker in Indonesien 1965–1966 und stellt die Geschichte mittels des Bruders eines Ermordeten aus Perspektive der Opfer dar, im Gegensatz zu Oppenheimers The Act of Killing von 2012, der die Täterperspektive zeigte.
Die Produktion wurde als bester Dokumentarfilm für die Oscarverleihung 2016 nominiert und darüber hinaus mit mehr als 40 Filmpreisen und mehr als 30 weiteren Nominierungen geehrt.

## Handlung
Der Indonesier Adi Rukun ist 44 Jahre alt und der Bruder eines beim Massenmord an Mitgliedern und Sympathisanten der Kommunistischen Partei Indonesiens Verstorbenen. Im Zuge seiner Tätigkeit als Optometrist spricht er mit einigen Personen über diesen Teil der Geschichte Indonesiens, der bis heute vor Ort nicht aufgearbeitet wurde. Unter seinen Gesprächspartnern sind Täter, darunter der Leiter der damaligen Todesschwadron, und Kollaborateure, die teilweise als Amtsträger in öffentlicher Funktion stehen, aber auch Familienmitglieder. Obwohl seine eigene Mutter ihm von den Nachforschungen abrät, konfrontiert er sowohl hochrangige Funktionäre mit Fragen zu ihrer konkreten Rolle als auch mit Fragen zur Reue. Sein eigener Onkel entpuppt sich als Kollaborateur, der am Tod von Adis Bruder als Gefängniswärter indirekt beteiligt war. Die einzige Person, die um Verzeihung bittet, tut dies im Namen ihres Vaters, der jede Verantwortung ablehnt.

## Rezeption
The Look of Silence wurde, wie auch The Act of Killing sehr positiv aufgenommen und dutzendfach mit internationalen Preisen ausgezeichnet. Darunter sind Preise der Internationalen Filmfestspiele von Berlin, des Gotham Awards, der Los Angeles Film Critics Association und des Festivals South by Southwest.